# Беловрата пуховка
Беловратата пуховка (Notharchus hyperrhynchus) е вид птица от семейство Пуховкови (Bucconidae).

## Разпространение
Видът е разпространен в Белиз, Боливия, Бразилия, Венецуела, Гватемала, Еквадор, Колумбия, Коста Рика, Мексико, Никарагуа, Панама, Перу, Салвадор и Хондурас.